# Gelis fossae
Gelis fossae là một loài tò vò trong họ Ichneumonidae.